# Virginie Besson-Silla
Pour les articles homonymes, voir Besson et Silla.
Virginie Besson-Silla, née à Ottawa (Canada) le 26 janvier 1972, est une productrice française.

## Biographie

### Vie privée
Depuis août 2004, elle est mariée à Luc Besson. Le couple a eu trois enfants : Thalia, Sateen et Mao. Elle est la sœur de l'actrice Karine Silla.

## Filmographie
Sauf indication contraire, les informations mentionnées dans cette section peuvent être confirmées par la base de données cinématographiques IMDb,  présente dans la section « Liens externes ».
- 2001 : Yamakasi - Les samouraïs des temps modernes d'Ariel Zeitoun
- 2002 : Peau d'ange de Vincent Perez
- 2003 : La Felicita, le bonheur ne coûte rien de Mimmo Calopresti
- 2004 : À ton image d'Aruna Villiers,
- 2005 : Au suivant ! de Jeanne Biras
- 2005 : Revolver de Guy Ritchie
- 2006 : Love (et ses petits désastres) (Love and Other Disasters) d'Alek Keshishian
- 2007 : Si j’étais toi de Vincent Perez
- 2010 : From Paris with Love de Pierre Morel
- 2010 : Les Aventures extraordinaires d'Adèle Blanc-Sec de Luc Besson
- 2011 : The Lady de Luc Besson
- 2013 : Jack et la Mécanique du cœur de Mathias Malzieu et Stéphane Berla
- 2014 : Lucy de Luc Besson
- 2017 : Valérian et la Cité des mille planètes de Luc Besson
- 2018 : Volcano
- 2023 : DogMan de Luc Besson
- 2024 : Week-end à Taipei (Weekend in Taipei) de George Huang
- 2025 : June and John de Luc Besson
- 2025 : Dracula de Luc Besson